# Валава (присілок)
Валава (рос. Валава) — присілок в Лисковському районі Нижньогородської області Російської Федерації.
Населення становить 246 осіб. Входить до складу муніципального утворення Леньковська сільрада.

## Історія
Від 2009 року входить до складу муніципального утворення Леньковська сільрада.

## Населення
| 2002 | 2010 |
| ---- | ---- |
| 275  | ↘246 |